# 才谷ウメタロウ
才谷 ウメタロウ（さいたに ウメタロウ、1972年7月14日 - ）は、日本の漫画家。男性。福島県須賀川市出身、埼玉県在住。
成人向け漫画雑誌の『漫画ばんがいち』（コアマガジン）の持ち込みで入賞し、そのまま同誌で連載開始。2年ほど連載した後、『ヤングキング』（少年画報社）など青年誌で執筆している。

## 作品リスト

### 漫画作品
成人向け
- 『NEGATIVE』（1998年9月発売、コアマガジン〈ホットミルクコミックス〉、ISBN 4-87734-209-5）
  - 『ねがてう゛ 才谷ウメタロウ初期作品集』（2001年10月発売、大都社〈ダイトコミックス〉、ISBN 4-88653-724-3） 復刻版
- 『スパイラル・オーヴァ』（コアマガジン『漫画ばんがいち』、〈ハイパーホットミルクコミックス〉、全2巻）
  1. 1999年8月発売、ISBN 4-87734-288-5
  2. 1999年9月発売、ISBN 4-87734-290-7

  - 『スパイラル・オーヴァ』（コアマガジン〈ホットミルクコミックスエクストラ〉、全2巻） 復刻版
    1. 2002年5月発売、ISBN 4-87734-543-4
    2. 2002年5月発売、ISBN 4-87734-544-2
- 『ほっと・すぽっと』（2001年6月発売、シュベール出版〈シュベールコミックス〉、ISBN 4-88332-224-6）
  - 『ほっと・すぽっと 才谷ウメタロウ作品集』（2004年1月発売、大都社〈ダイトコミックス〉、ISBN 4-88653-804-5） 復刻版
- 『あうとれっと [才谷ウメタロウ作品集]』（2001年7月発売、大都社〈ダイトコミックス〉、ISBN 4-88653-720-0）

一般向け
- 『魂鋼』 （少年画報社『ヤングキング』、〈ヤングキングコミックス〉、全3巻）
  1. 巻の壱 2002年5月発売、ISBN 4-7859-2191-9
  2. 巻の弐 2002年9月発売、ISBN 4-7859-2236-2
  3. 巻の参 2003年2月発売、ISBN 4-7859-2285-0
- 『GCU』 （少年画報社『ヤングキング』、〈ヤングキングコミックス〉、全7巻）
  1. 2003年8月発売、ISBN 4-7859-2337-7
  2. 2004年2月発売、ISBN 4-7859-2398-9
  3. 2004年7月発売、ISBN 4-7859-2446-2
  4. 2005年1月発売、ISBN 4-7859-2505-1
  5. 2005年7月発売、ISBN 4-7859-2560-4
  6. 2006年1月発売、ISBN 4-7859-2602-3
  7. 2006年5月発売、ISBN 4-7859-2645-7
- 『WE NEED KISS』（少年画報社『ヤングキング』、〈ヤングキングコミックス〉、全3巻）
  1. 2006年10月10日発売[5]、ISBN 4-7859-2692-9
  2. 2007年4月26日発売[6]、ISBN 978-4-78592-771-4
  3. 2007年6月8日発売[7]、ISBN 978-4-78592-791-2
- 『黒幕お姉さん』（少年画報社『ヤングキング』、〈ヤングキングコミックス〉、全4巻）
  1. 2008年3月24日発売[8]、ISBN 978-4-78592-927-5
  2. 2008年9月26日発売[9]、ISBN 978-4-78593-029-5
  3. 2009年4月13日発売[10]、ISBN 978-4-78593-139-1
  4. 2009年10月9日発売[11]、ISBN 978-4-78593-238-1

  - 『黒幕お姉さん for mobile』（2008年3月24日発売[12]、『コミックi』、コミックシーモア、少年画報社、ISBN 978-4-78592-928-2、全1巻） - 『黒幕お姉さん』の番外編
- 『ギジポコ』（2010年3月8日発売[13]、少年画報社『ヤングキング』2009年17号[14] - 、〈ヤングキングコミックス〉、ISBN 978-4-78593-330-2、全1巻）
- 『ガズリング』（芳文社『週刊漫画TIMES』2011年 - 2013年5月3日号[15]、2013年7月26日号[16]、隔週連載、全4巻）
- 『ファイヤー・ガール』（芳文社『週刊漫画TIMES』2013年11月22日号[17] - 2015年3月27日号、隔週連載、全4巻）
- 『本日のバーガー』（原作：花形怜、芳文社『週刊漫画TIMES』2015年10月16日号[18] - 2021年2月5日号[19]、全18巻）
- 『機動戦士ガンダム GROND ZERO コロニーの落ちた地で』 （KADOKAWA『ガンダムエース』2017年7月号[20] - 、〈角川コミックス・エース〉、全4巻）
本格連載は2017年10月号から開始[21]。
  1. 2018年3月24日発売[22]、ISBN 978-4-04-106540-2
  2. 2019年2月25日発売[23]、ISBN 978-4-04-107894-5
  3. 2020年1月23日発売[24]、ISBN 978-4-04-109033-6
  4. 2020年10月24日発売[25]、ISBN 978-4-04-110502-3
- 『パスタの流儀』 （原作：花形怜、芳文社『週刊漫画TIMES』2021年6月4日号[26] - 2023年1月27日号[27]、既刊4巻）
- 『機動戦士ガンダム ピューリッツァー -アムロ・レイは極光の彼方へ-』（原案：矢立肇・富野由悠季、シナリオ：大脇千尋、KADOKAWA『ガンダムエース』2021年10月号[28] - 連載中、既刊4巻）
- 『義娘と焼肉』 （原作：花形怜、芳文社『週刊漫画TIMES』2021年5月12日・19日合併号[29] - 2024年8月23日・30日合併号、全4巻）
- 『子連れオーク』（原作：海空りく、芳文社『コミックトレイル』2025年5月23日 - 連載中、既刊1巻）

### アンソロジー
- 宮崎県の口蹄疫被害の義援活動によるチャリティー同人誌（2010年8月発売[30]）
- 『EDEN vol.1』（2014年1月14日発売[31]、マッグガーデン） - WEBコミックサイトと同名のアンソロジー[31]

## アシスタント
- 宮内由香[要出典]